# Karl Hölz
Karl Hölz (* 2. Juni 1942 in Köln; † 6. April 2017 in Trier) war ein deutscher Romanist und Literaturwissenschaftler.

## Leben und Werk
Hölz studierte von 1961 bis 1965 an der Universität zu Köln Musikwissenschaft, dann bis 1969 an der Universität Düsseldorf Romanistik und war von 1971 bis 1975 Assistent von Ludwig Schrader. Mit der Arbeit Das Thema der Erinnerung bei Marcel Proust. Strukturelle Analyse der „mémoire involontaire“ in „A la recherche du temps perdu“ (Fink, München 1972) wurde er 1972 promoviert. Er habilitierte sich 1978 mit der Schrift Destruktion und Konstruktion. Studien zum Sinnverstehen in der modernen französischen Literatur (Klostermann, Frankfurt 1980). Von 1978 bis 2007 war er Professor für Romanistische Literaturwissenschaft an der Universität Trier (von 1997 bis 1999 auch Dekan und von 1995 bis 1999 auch Senator). Zu seinen engeren Forschungsgebieten gehörte die mexikanische Literatur.

## Weitere Werke
- Das Fremde, das Eigene, das Andere. Die Inszenierung kultureller und geschlechtlicher Identität in Lateinamerika. Schmidt, Berlin 1998.
- Zigeuner, Wilde und Exoten. Frembilder in der französischen Literatur des 19. Jahrhunderts. Schmidt, Berlin 2002.

### Herausgebertätigkeit
- Das französische Chanson, ein Spiegelbild unserer Zeit. Diesterweg, Frankfurt 1975, 1977.
- Literarische Vermittlungen. Geschichte und Identität in der mexikanischen Literatur. Akten d. Kolloquiums Trier, 5.–7. Juni 1987. Niemeyer, Tübingen 1988.
- Marcel Proust. Sprache und Sprachen. Insel, Frankfurt 1991.
- (mit Michael Herrmann) Sprachspiele und Sprachkomik. Akten des Kolloquiums im Rahmen des Erasmus-Netzes der Universitäten Paris X-Nanterre, Duisburg und Trier, 12. bis 13. Mai 1995, Trier = Jeux de mots et comique verbal. Lang, Frankfurt am Main 1996.
- (mit anderen) Sinn und Sinnverständnis. Festschrift für Ludwig Schrader zum 65. Geburtstag. Schmidt, Berlin 1997.
- (mit anderen) Antike Dramen – neu gelesen, neu gesehen. Beiträge zur Antikenrezeption in der Gegenwart. Lang, Frankfurt am Main 1998.
- (mit anderen) Beschreiben und erfinden. Figuren des Fremden vom 18. bis zum 20. Jahrhundert. Lang, Frankfurt am Main 2000.
- (mit Christel Baltes-Löhr) Gender-Perspektiven. Interdisziplinär – transversal – aktuell. Lang, Frankfurt am Main 2004.
- (mit Hermann Kleber) Literatur und Macht. Festschrift zur Emeritierung von Karl-Heinz Bender. Lang, Frankfurt am Main 2005.